# C・L・R・ジェームズ
シリル・ライオネル・ロバート・ジェームズ（Cyril Lionel Robert James、1901年1月4日 - 1989年5月31日）は、アフリカ系トリニダード人のジャーナリスト、教師、社会主義理論家、作家。

## 生い立ち
ジェームズはイギリス植民地時代のトリニダードのトゥナプナで生まれ、ポートオブスペインのクイーンズ・ロイヤル・カレッジで学んだ。それからクリケット記者兼フィクション作家になった。後に母校で英語教師を務め、教え子にはエリック・ウィリアムズもいる。ラルフ・デ・ボワシエール、アルバート・ゴメス、アルフレッド・メンデスらと反植民地主義の文芸誌『ザ・ビーコン』の同人となった。1932年ジェームズは作家としての成功を求めイギリス・ランカシャーのネルソンへ渡り、『マンチェスター・ガーディアン』で働いた。またレアリー・コンスタンチンの自伝を書いて彼を助けた。

## ロンドン時代
1933年ジェームズはロンドンへ移った。彼はトリニダード時代から西インド諸島の独立運動を始めていた。"Life of Captain Cipriani" と小冊子 "The Case for West-Indian Self Government" は彼の最初の重要な著作となった。ジェームズは今や汎アフリカ主義の提唱者であり、イタリアのアビシニア侵攻に反対する国際的なアフリカ系連帯の代表となった。後にクワメ・エンクルマを支えることになる幼なじみのジョージ・パドモアと国際アフリカ奉仕事務局の指導的人物となった。イギリスで彼はマルクス主義の主な理論家となっていた。労働党に加入したが、世界恐慌の煽りでトロツキストに転向した。1934年には独立労働者党内のトロツキスト潜入者グループの1人であった。
政治活動に精力を注ぎながら、ジェームズはトゥーサン・ルヴェルチュールに関する戯曲を書いている。これは1936年にウェスト・エンド・シアターでポール・ロブソンとロバート・アダムズ出演で上演された。同年トリニダードで書き溜めていた彼の唯一の小説 "Minty Alley" をロンドンで出版した。これはアフリカ系カリブ人によりイギリスで書かれた最初の小説である。1937年には恐らく彼の最もよく知られたコミンテルンの盛衰を描いたノンフィクション『世界革命（World Revolution）』（邦題『『世界革命1917～1936 - コミンテルンの台頭と没落』』）が発表された。これはレフ・トロツキーに絶賛された。1938年の『ブラック・ジャコバン トゥサン＝ルヴェルチュールとハイチ革命』は広く称賛されたハイチ革命の歴史書であり、後にアフリカ系の離散者の研究における影響力のあるテキストとも看做されるようになった。
1936年ジェームズらトロツキストのマルキスト・グループは公然政党を結成するつもりで独立労働者党を離れた。1938年彼らは他の組織と統合して革命的社会主義者同盟 (RSL) を結成した。RSL は派閥争いの激しい組織だった。ジェームズが黒人労働者に対する活動の支援のために、第四インターナショナルの米国支部であった社会主義労働者党 (SWP) の指導部によってアメリカ合衆国に招かれた時、彼は敵対者を追い出すことを願ったそのような党派的な敵（ジョン・アーチャー）によって去ることを奨励された。

## 米国時代
1938年末ジェームズは SWP の資金で米国に渡り、後12年間過ごす。しかしジェームズは1940年にはトロツキーのソビエト連邦に対する堕落した労働者国家という分析に深刻な疑問を抱くようになり、労働者党 (WP) を結成するマックス・シャハトマンと SWP を離れた。WP でジェームズはラーヤ・ドゥナエフスカヤとジョンソン＝フォレスト潮流（あるいはジョンソン派）をつくった。ジェームズの偽名ジョンソンとドゥナエフスカヤの偽名フォレストをグレース・リーが合わせて名付けたもので彼女がこの見方を党内で広めた。
WP党内の J-F傾向はかなり発展し、第二次世界大戦の終りまでに、彼らはトロツキー理論による堕落した労働者国家としてのロシアを決定的に拒絶し、代わりにそれを国家資本主義と分析した。彼らは抑圧された少数者の自治運動へと向かっていった。それは1939年に持たれたトロツキーとの論争にも既に現れていた。自治闘争への関心はこの傾向の中心に据えられるようになった。
1945年以降 WP は革命闘争が減少するとの見通しを示した。J-F潮流は対照的に闘争が増加すると予想し、WP より労働者寄りになっていた SWP も同様の見通しを示していた。そのため彼ら J-F潮流は独立した小グループとして数ヶ月大量の出版をした後1947年に SWP に加入した。
ジェームズはレーニンの革命党の前衛の概念を否定しつつ自らをレーニン主義者と規定し、社会主義者が興隆した黒人ナショナリスト運動を支援するように議論した。彼は1949年までに前衛党の概念を否定していた。このため彼らはトロツキスト運動から離れ、通信出版委員会に改名した。1955年に委員会のメンバーの半数近くがラーヤ・ドゥナエフスカヤの指導を離れ、マルクス人道主義傾向をつくり、ニュース通信委員会を組織した。ラーヤ・ドゥナエフスカヤ派が多数派であったか少数派であったかは議論の対象となっている。歴史家のケント・ウォーセスターはドゥナエフスカヤ派が多数派であったと主張し、マーティン・グラバーマンは『ニューポリティックス』誌上でジェームズ派が多数であるとした。1962年にはグレース・リー・ボッグスとジェームズ・ボッグスがより「第三世界」主義を追求するために委員会から分離した。マーティン・グラバーマン含むジョンソン派はジェームズの英国からの助言を受けフェイシング・リアリティと改名し、1970年にジェームズの意に反し解散するまで活動した。彼は自身のライフワークをレーニン主義の理論と実践の拡張と看做したものの、ジェームズの著作はマルクス主義思想の内の自治主義の流れの発達に影響力があった。

## トリニダードへの帰還と晩年
1953年ジェームズは10年以上のビザの期限切れにより超過滞在で米国を強制出国させられた。ジェームズは米国に残るためにハーマン・メルヴィルの研究書"Mariners, Renegades and Castaways: The Story of Herman Melville and the World We Live In"を書き、全ての上院議員に個人出版した作品のコピーを送った。この本はエリス島で勾留されている間に書かれた。彼はイギリスに戻り、1958年トリニダードに帰り、独立派の人民国家運動 (PNM) の"The Nation"紙の編集者になった。またガーナ革命は脱植民地化が国際的な革命家への最も重要な刺激となることを示したと信じて汎アフリカ運動にも復帰した。
ジェームズは西インド連邦を擁護したが、彼が PNM 指導部から外されると連邦も解消された。彼は英国に戻り、1968年には米国のコロンビア特別区大学で教えた。最後に、彼は英国に戻り、ロンドンのブリクストンで晩年を過ごした。1970年代と1980年代には、"The Future In the Present", "Spheres of Existence", "At the Rendezvous of Victory", "Cricket" の選ばれた4冊を含むジェームズの著作による多くの本がアリソン&バズビーによって再発行、復刊された。
1983年にエドワード・P・トムスンが撮影したイギリスの短い映画にはジェームズとの対談も収められている。
ロンドンのハクニーの公立図書館は彼に因んで名付けられた。2005年の20周年記念日のレセプションには、彼の未亡人セルマ・ジェームズが出席した。

## クリケットに関する著作
CLR ジェームズはクリケット記者としても特に1963年の自伝的な作品『境界を越えて（Beyond a Boundary）』でよく知られている。これはクリケットの本の中でも影響力のある業績と考えられており、これまでに書かれたクリケットに関する最高の単行本として（または何れのスポーツでも最高の本とさえ）挙げられることがある。
この本の鍵となる疑問は現代のジャーナリストやエッセイストもよく引用するラドヤード・キプリング の疑問「クリケットをすることだけを知っている者はクリケットの何を知っているのか?」である。ジェームズは、歴史的社会的文脈でクリケットを記述するための基礎として、クリケットが彼の人生に与えた強い影響とそれが階級と人種の問題への彼の理解と彼の政策上の役割とかみ合った方法としてこの挑戦を使った。この本の文学的な質は、すべての政治的な観点のクリケット選手を惹き付ける。
"The Nation"紙の編集者である間の1960年に彼はフランク・ウォレルを西インド諸島クリケットチームの最初の黒人主将にするキャンペーンに成功した。

## 著作
- The Life of Captain Cipriani: An Account of the British Government in the West Indies (1932)
- The Case for West-Indian Self Government (1933)
- Minty Alley (1936)
- Toussaint Louverture (play) (1936)
- World Revolution 1917-1936: The Rise and Fall of the Communist International (1937)
  - 『世界革命 1917～1936 - コミンテルンの台頭と没落』対馬忠行・塚本圭共訳、風媒社（風媒社現代史選書）1971年
- A History of Negro Revolt (1938)
- The Black Jacobins: Toussaint L'Ouverture and the San Domingo Revolution (1938)
  - 『ブラック・ジャコバン - トゥーサン・ルーヴェルチュールとハイチ革命』青木芳夫監訳、大村書店（ペリフェリ選書）1991年、増補新版 2002年
- Notes on Dialectics: Hegel, Marx and Lenin (1948)
- American Civilisation (1949)
- State Capitalism and World Revolution (1950)
- Mariners, Renegades and Castaways: The Story of Herman Melville and the World We Live In (1952)
- Facing Reality (with Cornelius Castoriadis and Grace Lee Boggs) (1958)
- Modern Politics (1960)
- Party Politics in the West Indies (1962)
- Beyond a Boundary (1963)
  - 『境界を越えて』本橋哲也訳、月曜社、2015年
- A History of Pan-African Revolt with new epilogue (1969)
- Nkrumah and the Ghana Revolution (1977)
- The Future in the Present (selected writings) (1979)
- Spheres of Existence (selected writings) (1980)
- Notes on Dialectics: Hegel, Marx and Lenin (1981) [1948]
- At the Rendezvous of Victory (selected writings) (1984)
- Cricket (selected writings) (1986)
- Letters from London (series of essays written in 1932) (2003)